# Антивірусна програма
Антивірусна програма (антивірус) —  спеціалізована програма для знаходження комп'ютерних вірусів, а також небажаних (шкідливих) програм загалом,  та відновлення заражених (модифікованих) такими програмами файлів, а також для профілактики — запобігання зараженню (модифікації) файлів чи операційної системи шкідливим кодом.

## Основні завдання
- Сканування файлів і програм в режимі реального часу
- Сканування комп'ютера за потребою
- Сканування інтернет-трафіку
- Сканування електронної пошти
- Захист від атак ворожих вебвузлів
- Відновлення пошкоджених файлів

## Перші антивіруси
Перші, найпростіші антивірусні програми з'явилися майже одразу після появи вірусів. Зараз розробкою антивірусів займаються великі компанії. Як і в творців вірусів, у цій сфері також сформувались оригінальні засоби;— але вже для пошуку і боротьби з вірусами. Сучасні антивірусні програми можуть знаходити десятки тисяч вірусів.

## Класифікація антивірусних продуктів
Класифікувати антивірусні продукти можна відразу за кількома ознаками, таким, як: використовувані технології антивірусного захисту, функціонал продуктів, цільові платформи.
По використовуваних технологіях антивірусного захисту:
- Класичні антивірусні продукти (продукти, які застосовують тільки сигнатурний метод детектування)
- Продукти проактивного антивірусного захисту (продукти, які застосовують тільки проактивні технології антивірусного захисту);
- Комбіновані продукти (продукти, які застосовують як класичні, сигнатурні методи захисту, так і проактивні)

За функціоналом продуктів:
- Антивірусні продукти (продукти, що забезпечують тільки антивірусний захист)
- Комбіновані продукти (продукти, що забезпечують не тільки захист від шкідливих програм, але і фільтрацію спаму, шифрування та резервне копіювання даних та інші функції)

За цільовими платформами: Windows, * NIX (до даного сімейства відносяться ОС BSD, Linux, etc), MacOS, для мобільних платформ (Windows Mobile, Symbian, iOS, BlackBerry, Android, Windows Phone 7 та ін.)
Антивірусні продукти для корпоративних користувачів можна також класифікувати по об'єктах захисту:
- для захисту робочих станцій
- для захисту файлових і термінальних серверів
- для захисту поштових та Інтернет-шлюзів
- для захисту серверів віртуалізації

## Склад антивірусного програмного забезпечення
Антивірусне програмне забезпечення складається з комп'ютерних програм, які намагаються знайти, запобігти розмноженню і видалити комп'ютерні віруси та інші шкідливі програми.

## Методи знаходження вірусів
Антивірусне програмне забезпечення зазвичай використовує два різних методи для виконання своїх задач:
- Перегляд (сканування) файлів для пошуку відомих вірусів, що відповідають визначенню в словнику вірусів.
- Знаходження підозрілої поведінки будь-якої з програм, що схожа на поведінку зараженої програми.

### Відповідність визначенню вірусів в словнику
При цьому методі антивірусна програма під час перегляду файлу звертається до словника з відомими вірусами, що складений авторами програми-антивірусу. У разі відповідності якоїсь ділянки коду програми, що проглядається, відомому коду (сигнатурі) вірусу в словнику, програма-антивірус може виконувати одну з наступних дій:
- Видалити інфікований файл
- Відправити файл у карантин (тобто зробити його недоступним для виконання, з метою недопущення подальшого розповсюдження вірусу).
- Намагатися відтворити файл, видаливши сам вірус з тіла файлу.

Хоча антивірусні програми створені на основі пошуку відповідності визначенню вірусу в словнику, за звичайних обставин, вони можуть досить ефективно перешкоджати збільшенню випадків зараження комп'ютерів, автори вірусів намагаються триматися на півкроку попереду таких програм-антивірусів, створюючи «олігоморфні», «поліморфні» і, найновіші, «метаморфічні» віруси, у яких деякі частини шифруються або спотворюються так, щоб неможливо було знайти спільне з визначенням в словнику вірусів.

### Підозріла поведінка програмних забезпечень
Антивіруси, що використовують метод знаходження підозрілої поведінки програм, не намагаються ідентифікувати відомі віруси, замість цього вони стежать за поведінкою всіх програм. Якщо програма намагається записати якісь дані в файл, що виконується(exe — файл), програма-антивірус може зробити помітку цього файлу, попередити користувача і спитати, що треба зробити.
На відміну від методу відповідності визначенню вірусів в словнику, метод знаходження підозрілої поведінки дає захист від абсолютно нових вірусів, яких ще немає в жодному словнику вірусів. Однак треба враховувати, що програми, побудовані на цьому методі, видають також велику кількість помилкових попереджень. Програми класу Firewall давно мали в своєму складі модуль знаходження підозрілої поведінки програм.

### Емуляція
Деякі програми-антивіруси намагаються імітувати початок виконання коду кожної нової програми, що викликається для виконання, перед тим, як передати їй керування. Якщо програма використовує код, що змінюється самостійно, або проявляє себе як вірус (тобто починає шукати інші exe-файли, наприклад), — така програма буде вважатися шкідливою (здатною нашкодити іншим файлам). Однак цей метод також має велику кількість помилкових попереджень.

## Антивірусні програми та компанії
- AhnLab(інші мови) — Південна Корея
- AOL Virus Protection у складі AOL Safety and Security Center
- ArcaVir — Польща
- Authentium — Велика Британія
- avast! (ALWIL Software(інші мови)) — Чехія (безкоштовна та платна версії)
- AVG (GriSoft) — Чехія (безкоштовна та платна версії, також присутній Firewall)
- Avira — Німеччина (безкоштовна та платна версії)
- AVZ — Росія (безкоштовна), відсутній real-time monitor
- BitDefender — Румунія
- BullGuard(інші мови) — Данія
- ClamAV — Ліцензія GPL (безкоштовна), відсутній real-time monitor
- ClamWin — ClamAV для Windows
- Comodo Group — США
- Computer Associates — США
- Dr. Solomon's Anti-Virus Toolkit(інші мови)
- Dr. Web — Росія
- ESET NOD32 — Словаччина
- Fortinet — США
- Frisk Software(інші мови) — Ісландія
- F-Secure Antivirus — Фінляндія
- G-DATA(інші мови) — Німеччина
- GECAD — Румунія (компанія викуплена Microsoft у 2003 році)
- GFI Software(інші мови)
- Gridinsoft — Україна
- IKARUS — Австрія
- H+BEDV(інші мови) — Німеччина
- Hauri — Південна Корея
- K7 Total Security — Індія
- McAfee — США
- Microsoft Security Essentials — безкоштовний антивірус від Microsoft
- Microsoft Defender - антивірус від Microsoft (вбудований у Windows 10+)
- MicroWorld Technologies(інші мови) — Індія
- MKS — Польща
- Moon Secure AV — Ліцензія GPL (безкоштовна), заснований на коді ClamAV, має real-time monitor
- Norman — Норвегія
- Norton AntiVirus (Symantec) — США
- NuWave Software — Україна (Використовують рушії від AVG, Frisk, Lavasoft(інші мови), Norman, Sunbelt(інші мови))
- Outpost — Росія (Використовують два antimalware рушії: антивірусний від компанії VirusBuster(інші мови) та антишпигунський, власної розробки)
- Panda Software(інші мови) — Іспанія
- Quick Heal AntiVirus(інші мови) — Індія
- Rising — Китай
- ROSE SWE — Німеччина
- Safe`n`Sec — Росія
- Simple Antivirus — Україна
- Sophos(інші мови) — Велика Британія
- Spyware Doctor(інші мови) — антивірусна утиліта
- Stiller Research
- Sybari Software(інші мови) (компанія викуплена Microsoft у 2005 році)
- Trend Micro — Японія (номінально Тайвань/США)
- Trojan Hunter — антивірусна утиліта
- TrustPort(інші мови) — Чехія
- Universal Anti Virus — Україна (безкоштовний)
- VirusBuster(інші мови) — Угорщина
- Windows Malicious Software Removal Tool, Microsoft
- ZoneAlarm AntiVirus — США
- Zillya! — Україна (безкоштовний)
- Антивірус Касперського — Росія
- ВирусБлокАда(інші мови) (VBA32) — Білорусь
- Український Національний Антивірус — Україна (підтримка продукту припинена у квітні 2007 року)

## Сучасність
На жаль, конкуренція між антивірусними компаніями призвела до того, що розвиток йде в бік збільшення кількості вірусів, що викриваються (насамперед для реклами), а не в бік покращення їх детектування (ідеал — 100%-е детектування) і алгоритмів лікування заражених файлів.

## Тенденції у розвитку антивірусів
Багато різних  програм - антивірусів,  - виконуюсь типові функції (вже типові), пошуку вірусів за допомогою моніторів та сканера у файлах, у пошті, на сторінках веб браузерів, на флешках, у пам'яті комп'ютера.  
Більшість антивірусів, це комерційне програмне забезпечення, тому що багато ресурсів витрачаються на підтримку, роботи антивірусної лабораторії для пошуку нових вірусів, оновлення програмного забезпечення.
Частина компаній - розробників антивірусів, представляє безплатні версії (Avast, Avira, AVG та інші), зі зменшеним функціоналом, з терміном роботи на 15-30, для демонстрації роботи, для привернения уваги потенційний покупців.
Також у антивіруси додають не типові функції антивирусів, такі як VPN, перевірку версій та оновлення різного програмного забезпечення та драйверів у операційній системи, перевірки помилок у реестрі операційной системи, брандмауер(firewall), блокування реклами,  захист веб камери, захист від скаму (scam), перевірка мережі на безпеку,  та багато інших (більшість перелічених функцій працують вже у платних версій программ).

## Нові віруси
По перше - є он лайн сервіси для перевірки файла, зразу багатьма антівирусами - такие як VirusTotal 
По друге - можна відправити файл на аналіз, є кілька лабораторій які приймають відправлення, наприклад Nod32
По трете - якщо є сумніви, якщо необхідно, краще звернутись до спеціалістів по відновленную системи та важливих данних.

## Безпека та закони
З 22 лютого 2022 року, на території України, не рекомендовано використовувати російське програмне забезпечення
Серед антивірусів це Антивірус Касперського, AVZ, Dr. Web, Outpost та Safe`n`Sec
Для пошуку альтернатів, є перелік різного програмного забезпечення від Опендатабот та Netpeak  
Основна альтернатива антивірусом  це Zillya!
Також готується законопроєкт №13505 о забороні використання російського програмного забезпечення та відповідальності за його використання   Закон це не прийнят (12.08.2025) 
Можна ще додати, звичайно системні адміністратори рекомендують використовувати Avast, Avira, Nod32. (усі не російські), приклад огляду їх та тестування  